# 羽月莉音的帝國
《羽月莉音的帝國》（日语：羽月莉音の帝国）是由至道流星著作，二之膳插畫的輕小說作品，由小學館旗下GAGAGA文庫出版發行。

## 概要
描述一群現役高中生共同創建了一間公司，並匯集資金進行併購來擴張自己的事業；而最終目標則是通過政變來建立屬於自己的國家的一本經濟小說。由於這是一本輕小說，故出版社針對裡頭一些經濟的專有名詞做了注解。在第一集後記中，著者即說明了本作並無超自然與SF等元素，純粹是以一千兆日圓左右的規模來進行商業、軍事與政治等行為的現代小說。

## 劇情簡介
美少女羽月莉音創建了革命社，最終目標是建國！男主角羽月巳繼被他的堂姊羽月莉音強迫加入這個社團。莉音甚至把社團弄成一間公司。所有社員因為「創業初期的投資」，直接背負了三百萬元的債務，為了還債，革命社社員從拾荒到拍攝ＣＯＳＰＬＡＹ寫真集都要做，每天都得不眠不休地工作！革命社公司未來究竟會有什麼驚人的發展呢？一部描述社團變成大企業的的神奇故事，就此展開。

## 登場人物

### 主要角色
羽月巳繼（Hazuki Mitsugu）
高中一年級。和羽月莉音、折原沙織、春日恒太互為青梅竹馬，從幼稚園至高中皆就讀同一所學校，每個人都住在徒步一分鐘之內的地方。
青海大學附屬高中一年A班。由於父親作為系統工程師，所以熟知電腦及其周邊設備，負責革命部的網站和網絡設置的部分。
革命社股份有限公司成立後擔任董事長，對外作為公司的代表受訪、出席記者會等等。而後併購速水半導體工業兼任其董事長。
羽月莉音（Hazuki Rion）
巳繼的堂姊兼青梅竹馬。高中二年級。對巳繼有好感。革命社社長。
從小跟著身為冒險家的父親周遊於世界各國。母親在幼年時病逝。由於目前父親在南極探險而處於獨居的狀態。兩年前於非洲冒險時感染瘧疾並在生死邊緣徘徊。
具有從江戶時代便存續至今的名門武術流派・日新流柔術的免許皆傳資格，巳繼的武術指導師傅。身材嬌小，但是具有C罩杯的傲人胸圍。
為了糾正世界的不平等，目標為成立一個獨立國家，於是創建革命部。而後成立革命社股份有限公司擔任董事。
折原沙織（Orihara Saori）
巳繼的青梅竹馬。高中一年級。喜歡巳繼。長相驚為天人，可惜胸前遺憾（a cup）。
春日恒太（Kasuga Kouta）
巳繼的青梅竹馬。高中一年級。成績全校首位。重度中二病患者。
泉堂柚（Sendou Yuzu）
革命社副社長。高中三年級。疑似（?）喜歡巳繼。數理天才。缺乏常識，對飲料喜好特殊。

## 出版
- 羽月莉音の帝国 （2010年2月23日初版発行、2010年2月18日発売、ISBN 978-4-09-451189-5）
- 羽月莉音の帝国 (2) （2010年4月25日初版発行、2010年4月20日発売、ISBN 978-4-09-451200-7）
- 羽月莉音の帝国 (3) （2010年7月22日初版発行、2010年7月17日発売、ISBN 978-4-09-451216-8）
- 羽月莉音の帝国 (4) （2010年9月22日初版発行、2010年9月17日発売、ISBN 978-4-09-451230-4）
- 羽月莉音の帝国 (5) （2010年11月23日初版発行、2010年11月18日発売、ISBN 978-4-09-451242-7）
- 羽月莉音の帝国 (6) （2011年2月23日初版発行、2011年2月18日発売、ISBN 978-4-09-451256-4）
- 羽月莉音の帝国 (7) （2011年4月24日初版発行、2011年4月19日発売、ISBN 978-4-09-451267-0）
- 羽月莉音の帝国 (8) （2011年8月23日初版発行、2011年8月18日発売、ISBN 978-4-09-451290-8）
- 羽月莉音の帝国 (9) （2011年10月23日初版発行、2011年10月18日発売、ISBN 978-4-09-451301-1）
- 羽月莉音の帝国 (10) （2012年2月22日初版発行、2012年2月17日発売、ISBN 978-4-09-451325-7）